# Нортон, Эндрюс
Эндрюс Нортон (англ. Andrews Norton, 31 декабря 1786, Хингем, Массачусетс — 18 сентября 1853, Ньюпорт, Род-Айленд) — американский проповедник и богослов. Вместе с Уильямом Эллери Чаннингом он был лидером господствующего унитарианства начала и середины XIX века и был известен как «Папа-унитарист». Он был отцом писателя Чарльза Элиота Нортона.

## Биография
В начале своей карьеры Эндрюс Нортон способствовал установлению либерального унитарианства в Новой Англии и резко выступал против крайне консервативного кальвинизма и тринитаризма. Тем не менее, позже в своей жизни он стал главным консервативным унитарианским противником трансцендентализма. Как активный и широко публикуемый богослов, он получил от некоторых шутливый титул «Папа-унитарианец».
Он родился в Хингеме, штат Массачусетс, в семье Сэмюэля Нортона. Нортон окончил Гарвардский университет в 1804 году и продолжил обучение в качестве аспиранта, затем стал преподавателем в Гарварде и в Боудин-колледже. Он был избран членом Американской академии искусств и наук в 1815 году. В 1813 году он был назначен лектором Декстера по библейской критике, а в 1819 году Гарвард назначил его первым профессором Декстера священной литературы, и эту должность он занимал до 1830 года; он также работал библиотекарем Гарвардского колледжа с 1813 по 1821 год.

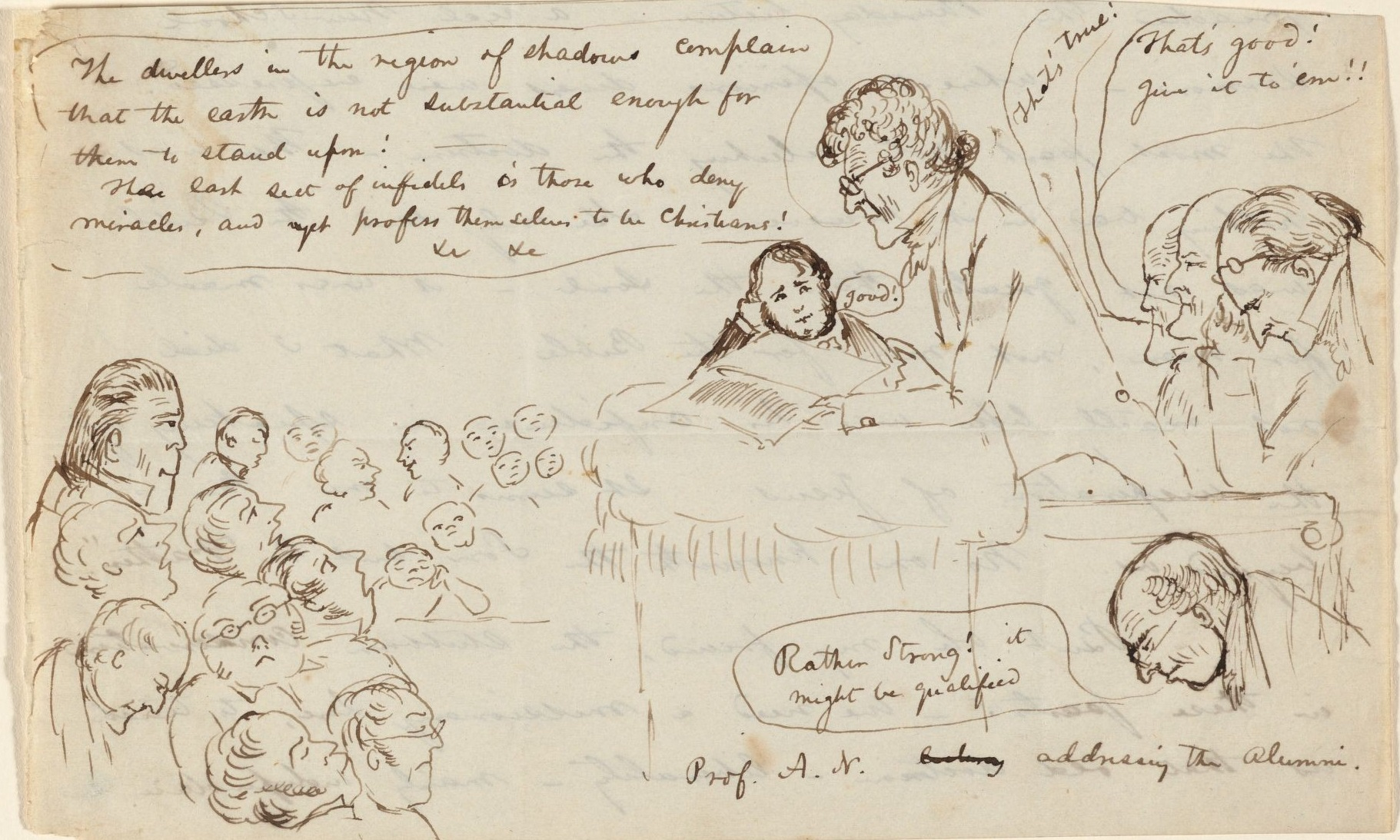
Эндрюс Нортон атакует трансцендентализм на карикатуре Кристофера Пирса Кранча, ок. 1836–1838 гг.

Нортон участвовал в энергичных дебатах с Джорджем Рипли в 1836 году и Ральфом Уолдо Эмерсоном в 1838 году (по поводу выступления Эмерсона в Школе богословия). Он выступал против подъёма трансцендентализма и настаивал на истинности некоторых библейских чудес, отвергая при этом «большинство из них в Ветхом Завете и некоторые в Новом», включая отрицание непорочного зачатия. Отрицая непорочное зачатие, он пошёл дальше Уильяма Эллери Чаннинга.
Он умер в 1853 году в Ньюпорте, штат Род-Айленд.